# Dậu
Dậu (酉) là một trong số 12 chi của Địa chi, thông thường được coi là địa chi thứ 10, đứng trước nó là Thân, đứng sau nó là Tuất.
Tháng Dậu trong nông lịch là tháng tám âm lịch. Về thời gian thì giờ Dậu tương ứng với khoảng thời gian từ 17:00 tới 19:00 trong 24 giờ mỗi ngày. Về phương hướng thì Dậu chỉ phương chính tây. Theo Ngũ hành thì Dậu tương ứng với Kim, theo thuyết Âm-Dương thì Dậu là Âm.
Dậu mang ý nghĩa co nhỏ lại, chỉ trạng thái của quả cây đã phát triển tột bậc và bắt đầu teo tóp tại các vĩ độ ôn đới thấp và nhiệt đới.
Để tiện ghi nhớ hoặc là do sự giao thoa văn hóa nên mỗi địa chi được ghép với một trong 12 con giáp. Tại Trung Quốc, bán đảo Triều Tiên (gồm cả Cộng hòa Dân chủ Nhân dân Triều Tiên và Hàn Quốc), Nhật Bản và Việt Nam thì Dậu tương ứng với gà.
Trong lịch Gregory, năm Dậu là năm mà chia cho 12 dư 1.

## Các can chi Dậu
- Ất Dậu
- Đinh Dậu
- Kỷ Dậu
- Tân Dậu
- Quý Dậu